# 282 v.Chr.
Het jaar 282 v.Chr. is een jaartal volgens de christelijke jaartelling.

## Gebeurtenissen

### Italië
- Het Romeinse leger verslaat de Etrusken in de slag bij Populonia die de rivier de Tiber trachtten over te steken.
- Rome mengt zich in het conflict met de Lucaniërs, Romeinse handelsschepen die voorraden voor het garnizoen in Thurii vervoeren, worden door de Tarantijnse vloot vernietigd.
- Winter - In Magna Graecia verklaart Rome de oorlog aan de havenstad Tarentum.

### Egypte
- Arsinoë I, een dochter van Lysimachus, trouwt met Ptolemaeus II Philadelphus.

## Overleden
- Ptolemaeus I Soter I (~367 v.Chr. - ~282 v.Chr.), Macedonische veldheer en farao van de Egyptische dynastie, de Ptolemaeën (84)